# Skagershults kyrka
Skagershults (nya) kyrka är en kyrkobyggnad som tillhör Skagershults församling, Bodarne pastorat i Strängnäs stift. Kyrkan ligger i Hasselfors i Laxå kommun. Kyrkan med omgivande kyrkomiljö (kyrkogård, församlingshem och prästgård) har ett högt och dominerande läge i Hasselfors samhälle. Ett stycke norrut finns Hasselfors gamla bruksområde och åt söder det yngre samhället.
Kyrkans föregångare i Hasselfors invigdes på samma plats 1878, byggd av kalksten från Yxhult, och bekostad av Hasselfors bruks intressenter. Den var ritad av arkitekt Carl Lundmark, Örebro. På nyårsdagen 1893 brann dock denna kyrka ner till grunden.

## Kyrkobyggnaden
Skagershults nya kyrka är en av tre kyrkor i landet ritad av den kände arkitekten Ferdinand Boberg, som betraktades som en ledande nyskapare i svensk arkitektur. I Skagershults nya kyrka återfinns samma stilprägel som i andra byggnader uppförda av Boberg vid denna tid. 
Nya kyrkan uppfördes på samma plats som den brunna och invigdes 1896. Den uppfördes av återanvänd kalksten från den nedbrunna kyrkan. Altaruppsats och predikstol från 1600-talet flyttades över från Skagershults gamla kyrka.
Trots vissa förändringar i interiören är den år 1896 uppförda kyrkan välbevarad och av högt arkitektoniskt värde. Kyrkan har en viss nygotisk prägel med tydliga drag av samtida engelsk och amerikansk kyrkoarkitektur. Karakteristiskt är den asymmetriska planlösningen med sidoställt torn i söder. Det stora ljusa kyrkorummet domineras av den mörkbruna, öppna dekorerade takstolen och den stora trefönstergruppen i väster. Östpartiet präglas av den renovering som genomfördes i början av 1960-talet med altare, altarprydnad av vit marmor, lampetter samt predikstol av kalksten. Iögonfallande är också orgeln från samma tid som är placerad mitt i det södra bänkkvarteret. Kyrkan har kvar sin ursprungliga öppna bänkinredning som till vissa delar är något förändrad. Anvapnen som tidigare hängt i Skagershults gamla kyrka knyter an till den gamla kyrkan och den adliga ätten Falkenberg som lade grunden till Hasselfors bruk.

### Renoveringar
1934 skedde en invändig renovering av kyrkan. Interiören rengjordes och målades om. Bland annat målades det ursprungliga dekormåleriet över med undantag av draperingsmåleriet i koret. Takets ursprungliga färg tvättades bort och man laserade i en gråbrun färgton. Orgelläktaren i tornet förstorades. 
1962-63 genomfördes en större invändig renovering under ledning av arkitekt Rolf Bergh, Stockholm. Alla fönster med fönsterbågar av gjutjärn försågs med innanfönster av nyantikglas. Allt dekormåleri målades över. Kyrkorummets golv lades om på nytt bjälklag, korets golv sänktes och lades med kalksten. Koret försågs med nytt altare och altarprydnad. En ny predikstol placerades på långhusets nordöstra sida. Den befintliga altaruppsatsen och predikstolen återflyttades till Skagershults gamla kyrka. En ny orgel placerades i kyrkorummet, mitt i det södra bänkkvarteret. År 1999 utfördes byte av värme- och elsystem, vars ledningar doldes av en ny installationssockel längs väggarna. Läktarbarriären gavs en ny färgsättning.

## Inventarier
- Nuvarande dopfunt av kalksten tillkom 1943.
- Predikstolen som tillkom i samband med renoveringen 1962-1963 är gjord av kalksten från Yxhult.

### Orgel
- Setterquist & Son Orgelbyggeri tillverkade 1896 en orgel med nio stämmor.
- Den nuvarande orgeln är byggd 1963 av Jacoby Orgelverkstad.

| Huvudverk I  | Svällverk II      | Pedal       | Koppel |
| Principal 8´ | Koppelflöjt 8´    | Subbas 16´  | I/P    |
| Rörflöjt 8´  | Kvintadena 4´     | Pommer 8´   | II/P   |
| Oktava 4´    | Principal 2´      | Koralbas 4´ | II/I   |
| Gedackt 4´   | Scharff III       | Dulcian 16´ |        |
| Waldflöjt 2' | Kopfredal 8'      |             |        |
| Mixtur IV    | Tremulant         |             |        |
|              | Crescendosvällare |             |        |